# 岩手農政事務所
岩手農政事務所（いわてのうせいじむしょ）は、農林水産省の地方支分部局である東北農政局の出先機関だった。
2011年9月1日施行の「農林水産省設置法の一部を改正する法律」によって廃止された。

## 組織
- 盛岡地域センター（盛岡市愛宕町）
  - 宮古支所（宮古市藤原 宮古港湾合同庁舎）
- 奥州地域センター（奥州市水沢区東大通り）

## 管内事務所
- 北上土地改良調査管理事務所 （盛岡市青山）  
  - 北上土地改良調査管理事務所
- いさわ南部農地整備事業所（奥州市水沢区中上野町）
  - いさわ南部農地整備事業所
- 馬淵川沿岸農業水利事業所（二戸郡一戸町一戸字大越田）
  - 馬淵川沿岸農業水利事業所
- 和賀中部農業水利事業所（北上市和賀町藤根）